# Limbo (dans)

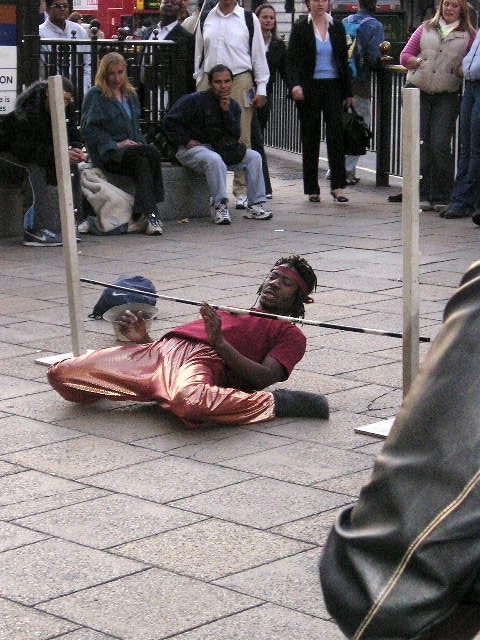
En limbodansare.

Limbo är en karibisk dans som går ut på att man bakåtböjd, till musikens rytm, viker sig under en ribba utan att vidröra marken med någon annan kroppsdel än fötterna. När flera deltagare gått under (eller rivit) sänks (höjs) ribban, och slutligen utses en vinnare.
Ordet förekommer i Sverige från 1963.